# Éthologie
Ne doit pas être confondu avec Ethnologie ou Écologie.
L'éthologie  est l'étude scientifique du comportement des espèces animales, y compris l'humain, dans leur milieu naturel ou dans un environnement expérimental, par des méthodes scientifiques d'observation et de quantification des comportements animaux.
Aristote étudie déjà le comportement animal avant que le terme « éthologie » ne soit défini par le naturaliste Isidore Geoffroy Saint-Hilaire en 1854. Des scientifiques tels que Charles Darwin, Oskar August Heinroth, Jean-Henri Fabre, Charles Otis Whitman, Jakob von Uexküll marquent l'étude du comportement animal en biologie.
Les bases formelles de l'éthologie sont posées à partir des années 1940 par les travaux des Autrichiens Karl von Frisch et Konrad Lorenz et du Néerlandais Nikolaas Tinbergen, considérés comme les fondateurs de l'éthologie moderne et récipiendaires du prix Nobel de physiologie ou médecine de 1973. Au cours du  XXe siècle l'éthologie est influencée par plusieurs courants de pensée scientifiques, dont un courant américain de psychologie behavioriste et un courant européen de naturalistes objectivistes.
Cette branche de la zoologie possède des sous-disciplines telles que l'éthologie humaine, l'éthologie appliquée ou la neuroéthologie, et est apparentée à d'autres champs de recherche, comme la biologie du comportement, l'écologie comportementale, la génétique du comportement ainsi que la psychologie animale et, pour le versant humain, la psychologie du développement, la psychologie cognitive, la psychologie sociale et l'anthropologie.
La réflexion scientifique sur la sensibilité des plantes conduit à parler d'éthologie végétale. On peut même, selon le biologiste  Michel Lamy, parler d'éthologie des êtres unicellulaires qui réagissent à des stimuli.

## Étymologie et définition
Le terme « éthologie » signifie étymologiquement « étude des mœurs » où l'on prend ce terme dans le sens de « comportement ». Les premières contributions qu'il est possible de verser au patrimoine de cette science datent du XVIIe siècle[réf. nécessaire]. Le mot n'est employé qu'en 1854 par le Français Isidore Geoffroy Saint-Hilaire (1805-1861) dans son sens actuel.
L'éthologie se définit comme l'étude du comportement animal, ayant pour but d'étudier le comportement sous quatre aspects : sa fonction adaptative, ses mécanismes, son développement au cours de la vie d'un individu et son évolution au niveau phylogénétique. Cette discipline fait appel à des méthodes d'observation et de mesure des comportements, notamment définies par Altmann (1974), ainsi qu'à des méthodes issues d'autres domaines permettant une approche intégrative (analyses génétiques, immunologie…). Les espèces étudiées peuvent être sauvages comme domestiques, et observées dans leur milieu naturel ou en captivité, que ce soit dans un environnement expérimental ou non.
Plusieurs sous-disciplines s'en détachent. Par exemple, l'éthologie appliquée vise à étudier les comportements afin d'améliorer les relations entre l'humain et l'animal, ainsi qu'à conserver des espèces et à améliorer le bien-être animal. L'éthologie cognitive se concentre sur l'étude des facultés psychologiques animales, sur les états mentaux et les conduites, notamment en matière d'apprentissage, de reconnaissance, de discrimination, etc. La neuroéthologie se concentre sur les aspects neurologiques qui sont à l'origine des comportements. L'éthologie humaine consiste à étudier les êtres humains dans leur environnement selon les mêmes méthodes biologiques d'observation du comportement que celles employées pour les espèces non humaines, que ce soit à l'échelle individuelle ou collective,,. L'éthologie comparée ou comparative se concentre sur la comparaison des comportements entre différentes espèces. Ce terme n'est cependant plus utilisé en raison de l'approche comparative similaire déjà adoptée dans les autres disciplines biologiques.
L'éthologie ne doit cependant pas être confondue avec le behaviorisme, courant de psychologie américain qui a marqué le début du XXe siècle et dont l'approche est centrée sur la thématique de l'apprentissage, notamment via des expérimentations de laboratoire.

## Historique

### Prémices
Le comportement animal fait déjà l'objet de descriptions dans l'Antiquité grecque, notamment par Aristote ainsi que par Théophraste. Certaines œuvres d'Aristote sont même parfois qualifiées comme relevant de l'éthologie. Dans sa série de livres intitulée L'Histoire des animaux, Aristote décrit des comportements exprimés par certaines espèces animales dans un but de classification, réalisant ainsi la première taxonomie animale. Il y fait également des rapprochements entre l'humain et les autres animaux. Pour Aristote, les humains et les autres animaux partagent une « âme sensible » tandis que seul l'humain dispose d'une « âme pensante ». L'influence d'Aristote se poursuit au Moyen Âge ainsi que dans l'étude des sciences naturelles.
Plusieurs naturalistes, zoologues et philosophes s'intéressent entre autres au comportement animal et le décrivent. Au XVIIIe siècle, Buffon au sein de son Histoire naturelle décrit de nombreux comportements, en se penchant sur les capacités comportementales, l'intelligence, l'instinct et les prédispositions à la domestication de plusieurs espèces. Réaumur dans ses Mémoires pour servir à l'histoire des insectes décrit plus particulièrement les insectes sociaux. Leroy, dans Lettres sur les animaux, souhaite réaliser une description complète de chaque espèce animale, en décrivant et en discutant les comportements comme révélateurs de compétences, de capacités ou de fonctions spécifiques. Leroy distingue instinct et intelligence.
Au XIXe siècle, Lamarck introduit dans Philosophie zoologique la théorie du transformisme chez les espèces, idée selon laquelle l'usage et le non-usage de traits modifient l'expression de ceux-ci, et selon laquelle les traits acquis se transmettent également de manière héréditaire à la descendance. Dans cette perspective, le comportement de l'animal s'adapte à l'environnement, ce qui influence directement l'évolution de l'espèce.
Cependant, les premières véritables recherches dédiées au comportement animal datent du XIXe siècle, bénéficiant de l'essor des travaux en sciences naturelles de cette époque[réf. nécessaire], et plus tard, des travaux en psychologie, l'éthologie ne devenant une discipline à part entière qu'au XXe siècle. Gilbert White et Charles-Georges Leroy font partie des précurseurs. Charles Darwin est parfois considéré comme le père de l'étude du comportement animal. Il y consacre certains de ses ouvrages, comme The Expression of the Emotions in Man and Animals, dans lequel il établit des rapprochements entre comportements humains et comportements animaux, inscrivant l'humain dans une continuité évolutive.
Parallèlement, le comportement animal est aussi étudié sous l'angle de la psychologie comparée, dont René Descartes fut un précurseur. Deux écoles s'affrontent[réf. nécessaire], les vitalistes comme George John Romanes face aux mécanistes tel Lloyd Morgan, qui introduit le principe de parcimonie ou « canon de Morgan ». L'étude du comportement animal bénéficie aussi des avancées de la physiologie animale, et des travaux du Russe Pavlov portant sur les réflexes conditionnés ou le conditionnement classique, puis, à partir de la première moitié du XXe siècle, de l'approche objective de l'école de psychologie behavioriste, courant fondé par John Watson qui influence considérablement la psychologie américaine. Les apports des behavioristes se concentrent principalement sur la thématique de l'apprentissage et des notions de stimulus-réponse, supposées expliquer les comportements plus complexes. Ainsi, Skinner met en évidence le conditionnement opérant et les lois générales de l'apprentissage, tandis que Thorndike démontre la loi de l'effet et la loi de l'exercice. Fondé sur une vision expérimentale, la plus objective possible, le behaviorisme consiste à étudier uniquement les comportements observables, et non à interpréter des processus mentaux ou internes chez les animaux. Cette approche est critiquée par des éthologues européens à l'approche plus naturaliste tels que Konrad Lorenz et Nikolaas Tinbergen, Lorenz jugeant l'approche behavioriste trop éloignée des sciences de la nature et du comportement en milieu naturel.

### Naissance de l'éthologie classique ou objectiviste

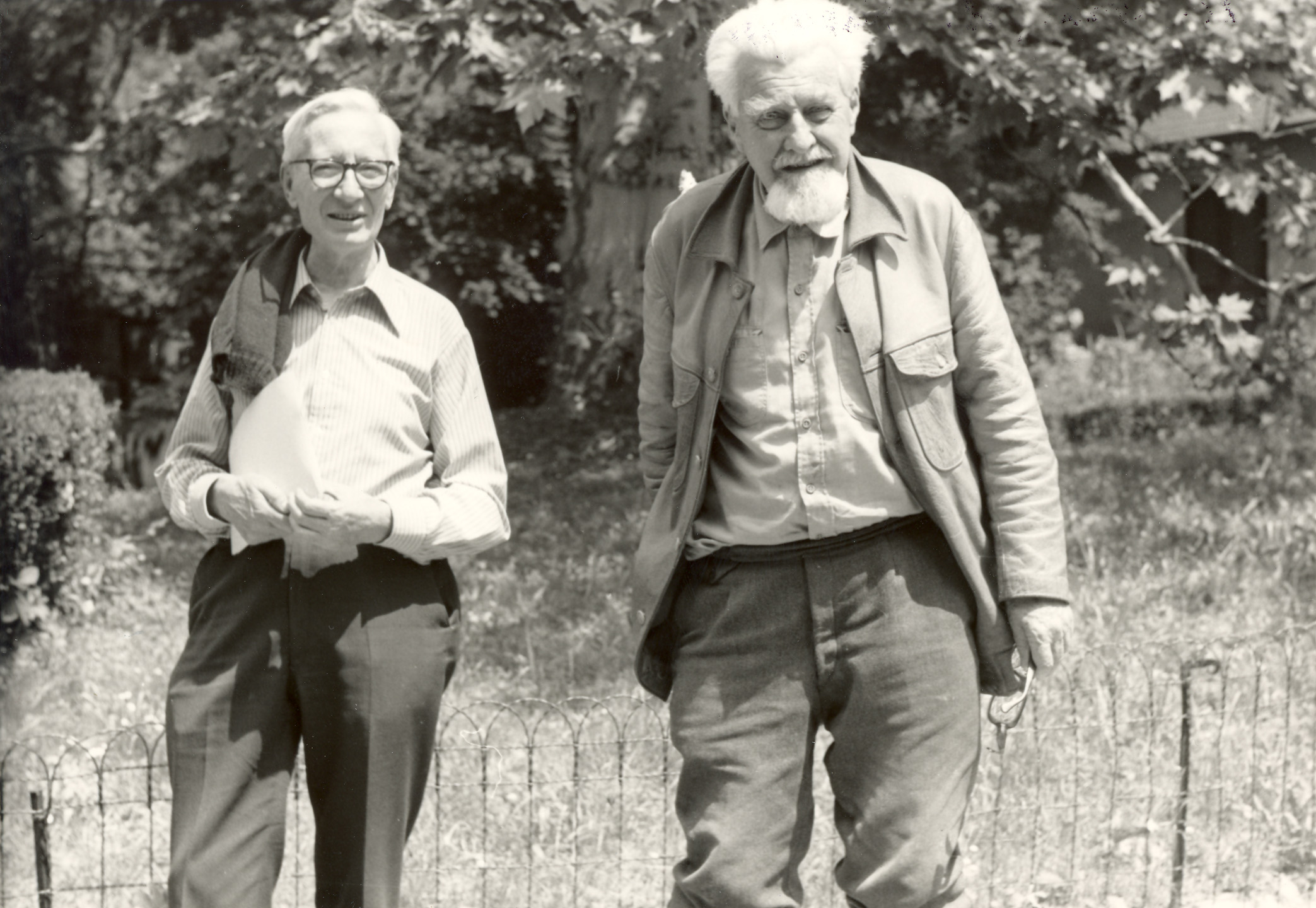
Nikolaas Tinbergen (gauche) et Konrad Lorenz (droite), 1978

L'éthologie moderne est l'héritière des travaux de Konrad Lorenz, Nikolaas Tinbergen (notamment ses quatre questions fondatrices sur le comportement animal) et Karl von Frisch (qui reçurent le prix Nobel de physiologie ou médecine en 1973). Cette partie en présente les principes en suivant la démarche exposée par Konrad Lorenz dans son ouvrage Les fondements de l'éthologie.
L'éthologie est l'étude des comportements communs à une espèce, indépendants de l'apprentissage par imitation entre congénères de la même espèce.
À l'époque où il élabore sa théorie, Konrad Lorenz distingue deux grandes écoles de pensée qui s'opposent radicalement :
- l'école behavioriste, qui insiste sur l'adaptation des animaux à leur environnement et l'acquisition de leurs comportements par l'apprentissage (certains behavioristes nient l'existence de comportements innés) ;
- la pensée de l'éthologie naturaliste, selon laquelle les comportements des animaux sont entièrement instinctifs, ceux-ci poursuivant néanmoins un objectif « supra-naturel » fixé par un instinct infaillible.

Le point de départ de Konrad Lorenz est de faire une étude anatomique comparée du comportement des animaux (ce qui était inédit), tout comme on faisait à la même époque une étude des caractères morphologiques. Il constate alors qu'il existe des comportements moteurs (par exemple des mouvements de parades) dont les similitudes ou les différences d'une espèce à l'autre se présentent exactement de la même manière que les caractères morphologiques, en dépit des différences environnementales ou des effets de la vie en captivité. Selon Konrad Lorenz, ces comportements moteurs constituent des caractères spécifiques d'une espèce et leurs similitudes ou différences ne peuvent être expliquées autrement que par leur descendance d'une forme ancestrale commune.
Il en arrive donc à la conclusion que certains comportements sont inscrits dans le génome des animaux ; ils sont instinctifs, et même si l'animal est en mesure de poursuivre un certain objectif par un comportement adapté et variable (généralement la survie), cela n'a rien à voir avec une signification téléonomique telle que la concevaient les finalistes. Mais il ne résume pas non plus le comportement d'un animal à un enchaînement de réflexes qui seraient des réactions instinctives à des stimuli externes. Konrad Lorenz met en évidence le fait que les comportements ont un fondement physiologique indépendant. Selon lui, ils reposent sur un mécanisme de coordination centrale et une production endogène d'excitation qui permettent de répondre sélectivement aux stimuli de l'environnement en les filtrant. Tant qu'un comportement n'est pas utilisé, il est inhibé par l'appareil physiologique, ce que l'on représente sous la forme d'un « seuil d'activation ». Un comportement ne se déclenche que par la conjonction d'une excitation interne élevée et d'un stimulus externe correspondant qui provoque le dépassement de ce seuil d'activation. C'est le mécanisme inné de déclenchement co-découvert avec Nikolaas Tinbergen.
À cela s'ajoutent des mécanismes d'apprentissage qui modifient ces seuils. En effet, Konrad Lorenz constate que les animaux parviennent à une amélioration adaptative de leurs mécanismes comportementaux. L'explication qu'il propose est que la réaction conditionnée à un stimulus fait partie d'un cycle régulateur, dans lequel la réussite ou l'échec du comportement conditionné agissent sur son facteur déclencheur, le seuil d'activation. Cela permet ainsi la vérification de sa valeur adaptative (est-il favorable ou non à la conservation de l'espèce ?) et par suite son encouragement ou sa suppression par modification du seuil d'activation.
Le comportement des animaux est donc très complexe et son étude ne doit pas se baser sur une opposition entre les notions d'inné (ce dont un être dispose à sa naissance) et d'acquis (ce qui est appris après la naissance) comme le supposaient la plupart des éthologistes, mais sur leur coexistence au sein du psychisme de l'animal.

## Applications
En plus de son aspect fondamental, l'éthologie est employée dans plusieurs contextes et a plusieurs champs d'application, notamment en éthologie appliquée. Cette sous-discipline se concentre sur les relations entre l'homme et les animaux non humains, particulièrement domestiques, sur le bien-être des animaux sauvages, de rente et domestiques, ainsi que sur la conservation des espèces. Les connaissances développées dans cette discipline permettent de prendre des mesures influant sur le bien-être animal. Par exemple, l'amélioration des conditions d'élevage a des conséquences sur les performances zootechniques des espèces domestiques. Dans les parcs zoologiques ou animaliers, des enrichissements naturels ou instrumentaux adaptés à la biologie de l'espèce peuvent être mis en place dans l'environnement des animaux afin de stimuler leur activité, de favoriser l'apparition de comportements naturels et de limiter l'apparition ou la manifestation de stéréotypies.
Dans une optique de conservation, l'observation d'une espèce dans des conditions naturelles ou quasi naturelles peut être effectuée afin d'optimiser sa réintroduction, comme dans le cas du cheval de Przewalski étudié à la station biologique de la Tour du Valat. L'approche éthologique est également employée en écologie, par exemple dans l'étude de l'impact de la présence du loup sur les populations d'orignaux et de caribous au Canada. Des tests de personnalité chez le cheval sont élaborés dans le but d'optimiser l'adéquation entre le tempérament d'un cheval et son utilisation.

### Chez les bovins
L’intérêt que porte l’éleveur au comportement de ses animaux est de plus en plus présent dans les exploitations. A présent, les éleveurs constatent les biens-faits de l'application de l'éthologie dans leur troupeau. En effet quand les habitudes des animaux sont connues, il est d'autant plus facile et rapide pour l'agriculteur de déceler tout problème. L’autre avantage est que les animaux sont plus faciles à manipuler et il y a bien moins de risques d'accident pour l’éleveur. Des observations démontrent que des bovins ayant suivi un processus d’enrichissement sensoriel du milieu, sont bien moins imprévisibles face à une situation inconnue. Ces animaux sont aussi plus dociles que leurs congénères qui n'ont pas suivi ce processus de désensibilisation face à l'inconnu et à l'homme.
En plus de la stimulation sensorielle, il faut répondre au besoin naturel de grattage. Chez les animaux le léchage/ grattage instaure une relation de bien-être, de confiance et de hiérarchie.
L’objectif final de l’éthologie chez le bovin est de pouvoir pratiquer des soins sans avoir à effectuer une lourde contention, potentiellement dangereuse pour l'éleveur et l'animal, tout cela avec un facteur stress limité voire inexistant. Toutefois, l’éleveur doit toujours garder le contrôle de cette relation entre l'humain et l'animal, le but étant que l’éleveur soit toujours le dominant vis-à-vis de ses animaux. On peut faire le lien entre ce facteur bien-être et la rentabilité économique. En effet un animal qui va bien produira plus avec une meilleure qualité. Par exemple, les vaches laitières feront plus de lait et de meilleure qualité. On rencontre aussi ce phénomène chez les bovins élevés pour la viande, qui fourniront un produit plus tendre.
Toutes ces manipulations et interactions ne sont pas automatiquement maîtrisées par les éleveurs et intervenants (vétérinaires, techniciens…). Afin que l’apprentissage et la mise en place de ces méthodes soient faits en sécurité, il existe désormais des formations accessibles à tout type de public.

## Scientifiques étudiant le comportement animal

### Liste
- Gerard Baerends
- George W. Barlow
- Patrick Bateson
- Johan Bierens de Haan (en)
- Rémy Chauvin
- John Crook (en)
- Charles Darwin (1809-1882)
- Richard Dawkins
- Iain Douglas-Hamilton
- Irenäus Eibl-Eibesfeldt
- Dian Fossey (1932-1985)
- Jean-Henri Fabre (1823-1915)
- Karl von Frisch (1886-1982)
- Étienne Geoffroy Saint-Hilaire (1772-1844)
- Isidore Geoffroy Saint-Hilaire (1805-1861)
- Birutė Galdikas
- Jane Goodall
- Temple Grandin
- Hans Hass
- Bernhard Hassenstein
- Katharina Heinroth (1897 - 1989)
- Oskar Heinroth (1871-1945)
- Robert Hinde
- Erich von Holst
- Julian Huxley (1887-1975)
- Thomas Henry Huxley (1825-1895)
- Klaus Immelmann (en)
- Otto Koenig (de)
- Henri Laborit (1914-1995)
- Jacques Loeb (1859-1924)
- Konrad Lorenz (1903-1989)
- René Misslin
- Desmond Morris
- Ivan Pavlov (1849-1936)
- Réaumur (1683-1757)
- Robert Sapolsky
- Wolfgang Schleidt (en)
- Douglas Spalding (1840-1877)
- Edward Thorndike (1874-1949)
- William Thorpe (1902-1986)
- Nikolaas Tinbergen (1907-1988)
- Jakob von Uexküll (1864-1944)
- Frans de Waal
- John Broadus Watson (1878-1958)
- William Morton Wheeler (1865-1937)
- Edward Osborne Wilson
- Charles Otis Whitman (1842-1910)
- Wolfgang Wickler
- Hanna-Maria Zippelius

### En France
En France, les éthologues, ou scientifiques du comportement animal, ont obligatoirement suivi une formation universitaire de 5 ans composée d'une licence scientifique, généralement en biologie ou psychologie et d'un master d'éthologie. Les éthologues peuvent aussi être chercheurs après obtention d'un doctorat.